# Piccolo
Piccolo (ピッコロ・ジュニア Pikkoro) là một nhân vật trong Dragon Ball do Toriyama Akira tạo ra. Anh là con trai và là bản sao cuối cùng của bản gốc (Piccolo Daimao). Anh được sinh ra để trả thù cho cái chết của cha mình dưới tay của Son Goku.
Sau lần liên minh đầu tiên bất đắc dĩ với Gôku để chống lại anh trai của Goku là Raditz. Piccolo nhận ra rằng bản thân phải đào tạo con trai của Goku là Gohan để chuẩn bị cho cuộc đổ bộ của người Saiyan. Sau khi hồi sinh, ông tham gia vào các cuộc chiến của nhóm Goku và những người bạn chống lại các thế lực mạnh hơn bao giờ hết ở Namek và Trái Đất. Theo diễn biến câu chuyện, vai trò của ông được thay đổi từ chiến binh sang cố vấn.
Piccolo không có khiếu hài hước, thậm chí cứng nhắc. Piccolo cũng không biết yêu đương, cũng không thể hiểu nổi tình yêu là gì. Anh là người thông minh, và có thính giác vượt xa người thường.

## Diễn viên lồng tiếng
- Nhật Bản: Tsuru Hiromi (Kid Piccolo) và Furukawa Toshio (Teen Piccolo và Adult Piccolo Jr.)
- Latin American Dub: Yamil Atala (Kid Piccolo) và Carlos Segundo (Teen Piccolo và Adult Piccolo)
- Ocean Dub: Scott McNeil
- FUNimation Dub: Daveigh Chase (Kid Piccolo) và Christopher R. Sabat (Teen Piccolo và Adult Piccolo)
- Filipino, Hiligaynon & Visayan Dub: Bernie Malejana (Kid Piccolo, Teen Piccolo và Adult Piccolo Jr.)
- German Dub: David Nathan
- Brazilian Dub: Luís Antônio Lobue
- Italian Dub: Alberto Olivero
- Lồng tiếng Việt: Minh Vũ (Dragon Ball), Kiêm Tiến (DB Kai), Chánh Tín (trước) và Thiện Trung (sau) (DB Z Kai the final chapter), Trần Vũ (Dragon Ball Super)

## Đại Ma Vương Pôcôllô
Đại Ma Vương Pôcôllô (ピッコロ大魔王 Pikkoro Daimaō) là bản dịch cũ đầu tiên tại Việt Nam trong loạt Dragon Ball.

### Bản thân
Đại Ma Vương Piccolo và Thượng đế là một bản thể hợp nhất. Trước đây để được lên chức thượng đế, Thượng đế đã vứt bỏ cái ác trong cơ thể mình ra và cái ác đó chính là Đại Ma Vương Piccolo.

### Trận chiến năm xưa
Lúc bị Thượng đế tống ra khỏi cơ thể, Đại Ma Vương Piccolo tự xưng ma vương làm khổ dân chúng. Dân chúng lúc đó rất khổ cực nhưng không biết làm gì. Trong lúc nguy kịch đó, sư phụ của Sư lão Kame và Hạc lão là Võ Thái Đẩu tiên sinh đã sáng chế ra tuyệt chiêu Ma Phong Ba để phong ấn Đại Ma Vương Piccolo vào một cái nồi cơm điện nhưng Thái đẩu tiên sinh đã phải đổi lại bằng tính mạng của mình.

### Sự trở lại
Bọn Pilaf vô tình thấy cái nồi cơm điện mà năm xưa Thái đẩu tiên sinh đã dùng để nhốt Đại Ma Vương Piccolo, sẵn tính tò mò, Pilaf mở phong ấn và Đại Ma Vương Piccolo được giải thoát.
Sau khi được Pilaf vô tình cứu thoát, Đại Ma Vương Piccolo đã tìm rồng thần ước có lại tuổi xuân và xưng vương lần nữa. Trong lúc đó Gôku đã được tiên mèo Karin cho uống nước thần Siêu Thần Thủy, kết quả là Gôku mạnh lên gấp nhiều lần. Trong trận chiến sinh tử với Gôku, Đại Ma Vương Piccolo đã bị giết chết nhưng trước khi chết hắn đã nôn ra một quả trứng có chứa tề bào phòng bị của mình để đầu thai một lần nữa, và đó chính là Piccolo con trai của hắn, xuất hiện vào lúc tổ chức Đại hội võ thuật lần thứ 23. Piccolo đã đánh 1 trận ác liệt với Son Goku. Trong nỗ lực cuối cùng của Goku, hắn đã dính một đòn rất mạnh, bị văng khỏi võ đài và bất tỉnh. Sau khi được Goku cho ăn đậu thần, hắn tỉnh lại và bỏ đi. Dù vẫn là ác quỷ nhưng hắn không còn gây phiền toái cho thế giới nữa.

### Chống người Saiyan
Raditz xuống Trái Đất và tìm kiếm Goku. Do chỉ số của Piccolo khá cao nên hắn tìm nhầm. Piccolo hoàn toàn không gây được bất kì thương tổn nào cho Raditz và suýt bị hắn giết. Hắn liên minh với Goku nhằm chống lại kẻ thù, với mục đích "không ai được phá hỏng kế hoạch thống trị Trái Đất của ta". Với sự liều mình của Goku, sự góp sức của Gohan, Piccolo đã giết được Raditz. Tuy nhiên 1 năm nữa anh sẽ phải chống lại 2 kẻ còn mạnh hơn thế này.
Piccolo quyết mang theo Gohan để huấn luyện nó thành 1 chiến binh, chuẩn bị cho trận đánh 1 năm sau. Cách rèn luyện của anh cực kì khắc nghiệt, nhưng đã khiến Gohan cứng cáp hơn. Piccolo rất yêu mến Gohan, nhưng anh ghét thể hiện ra bên ngoài. Sau 1 năm anh cũng mạnh lên rất nhiều, tuy nhiên anh vẫn không đủ sức đánh bại Nappa - một trong 2 tên Saiyan xâm lược. Khi Nappa nổi giận và tung đòn vào Gohan, anh đã liều mình lấy thân che chở cho đệ tử và hi sinh. Anh đã trăn trối những lời cuối chân tình với Gohan. Đó là lần duy nhất trong truyện Piccolo rơi nước mắt.

### Trận đánh với Frieza
Anh được hồi sinh và được trở về quê hương Namek để tiêu diệt Frieza. Nhờ hợp thể với chiến binh Nail, nội lực của anh tăng vọt, đủ khả năng đánh ngang ngửa Frieza dạng 2. Nhưng khi Frieza hóa lên dạng 3, anh hoàn toàn bị áp đảo, bị thương tổn toàn thân. Anh càng không thể làm gì với Frieza dạng hoàn chỉnh. Phải đến khi Goku ra tay, Frieza mới bị tiêu diệt.
Khi người Namek tìm được nơi ở mới, anh quyết định không đi theo vì ghét cuộc sống an nhàn.

### Chống Android và Cell
Piccolo sau khi biết chuyện tương lai đen tối đã lao vào tập luyện. 3 năm sau, khi chiến đấu với Android 20, anh thắng thế hoàn toàn. Nhưng khi gặp Android 17, 18, anh đã bị hạ gục một cách dễ dàng. Không cam tâm, anh đã tìm đến Kami-sama để yêu cầu hợp thể. Hợp thể thành công, anh trở thành Siêu Namek, với sức mạnh vượt trội và bộ não thông minh, tạm trở thành người mạnh nhất trong chiến binh Z với hơn 280 triệu đơn vị sức mạnh. Anh là người đầu tiên phát hiện ra kẻ thù mới, Cell, và đã moi được rất nhiều thông tin từ hắn.
Ít lâu sau, anh đấu với số 17, cố gắng giết hắn để ngăn Cell tiến hóa. Nhưng không may Cell đã phát hiện. Lúc này Cell rất mạnh, hắn đã ra tay độc ác với Piccolo khi anh cố gắng ngáng chân hắn. Từ thời điểm này, anh không đủ khả năng chống lại Cell nữa, mà nhiệm vụ này thuộc về các chiến binh Saiyan.

### Buu
Ở giai đoạn này, Piccolo không tham chiến, mà làm vai trò cố vấn và huấn luyện. Anh là người giúp Trunks và Goten hoàn thiện phép hợp thể, giúp Gotenks (bản hợp thể của Goten và Trunks) đạt trình độ Siêu Saiyan 3. Do Gotenks tính tình không được "bình thường" nên những lần cự cãi của 2 thầy trò là khá hài hước.
Do Buu muốn có trí thông minh của anh nên anh bị hắn hấp thụ. Sau này anh đã được Vegeta và Goku giải thoát.
Các trạng thái của Piccolo:
- Hợp nhất với Nails: Trong trận chiến ở Namek, sau khi được hồi sinh và dịch chuyển đến hành tinh Namek, trên đường đến chỗ Frieza anh đã gặp Nails - chiến binh Namek mạnh nhất của hành tinh vì chiến đấu với Frieza và bị hắn hạ gục nên đang hấp hối. Nails đã ngỏ lời hợp nhất với Piccolo để chống lại Frieza, không cho hắn phá hủy mọi thứ và đạt được điều ước từ Ngọc Rồng. Sau khi hợp nhất, Piccolo có thể chế ngự trạng thái thứ 2 của Frieza một cách dễ dàng, khiến cho hắn phải biến lên dạng 3 để áp đảo Piccolo.
- Hợp nhất với Thựợng đế Kami (Super Namek): Năm xưa trước khi hành trình Dragon Ball bắt đầu, Ma Vương Piccolo vốn là một người Namek di cư đến Trái Đất để tránh thảm họa trên hành tinh Namek. Người Namek ấy mang một sức mạnh vô cùng to lớn và đã được chọn và tu luyện để trở thành Thượng đế tiếp theo nhưng vì vẫn còn một phần cái ác trong người nên hắn phải tách bản ngã đó ra, từ đó xuất hiện Ma Vương Piccolo và Kami. Khi đến sự kiện đánh nhau với các Android để có thể đánh bại chúng Piccolo (con) đã lên khu vực của Kami và hợp thể với ông để hợp nhất sức mạnh và trí tuệ của Kami vào, còn cậu nhóc Namek Dende sau này đảm nhận chức vị Thượng đế. Trong hình dạng này, Piccolo từ bị Android 18 và Android 17 áp đảo đã có thể đánh ngang tài ngang sức với Android 17, nhưng với nguồn năng lượng vô tận của cơ thể nửa người nửa máy, Android 17 vẫn nhỉnh hơn với Piccolo.
- Orange Piccolo/Unlock Potential (Piccolo ver): Hình dạng này xuất hiện lần đầu trong Dragon Ball Super: Super Hero. Dạng này là kết quả của việc ban tặng sức mạnh và khai phá tiềm năng của Rồng Thần cho chiến binh Namek như một phần thưởng. Trong trạng thái này, ở trạng thái cơ bản Piccolo mạnh hơn rất nhiều đồng thời làn da chuyển sang màu vàng, còn khi thức tỉnh thì cơ thể anh trở nên lực lưỡng, to lớn hơn, làn da và hào quang chuyển sang màu cam và hào quang như rực lửa đồng thời kí hiệu sau lưng áo anh cũng thay đổi. Ở trạng thái thức tỉnh, anh đã có thể chống chịu trước sức mạnh khổng lồ của Cell Max và câu giờ cho Gohan Beast tung đòn kết liễu con quái vật đó.

## Diễn viên lồng tiếng
- Nhật Bản: Aono Takeshi
- Latin America Dub: Carlos Segundo
- Ocean Dub: Scott McNeil
- FUNimation Dub: Christopher R. Sabat
- German Dub: Jürg Löw
- Italian Dub: Mario Zucca
- Việt Nam: Tất My Ly